# ロベルト・マッタ

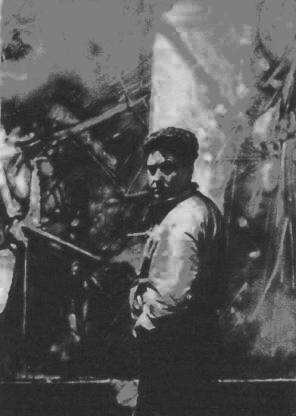
マッタ（1960年）

ロベルト・アントニオ・セバスチャン・マッタ・エチャウレン（西: Roberto Antonio Sebastián Matta Echaurren、1911年11月11日 - 2002年11月23日）は、チリ出身の画家。ロベルト・マッタとか、単にマッタと表記されることも多い。

## 略歴
サンティアゴに生まれたが、家系的にはバスク、スペイン、フランスの血を受け継いでいる。建築家を目指してサンティアゴの学校に通っていたが、のちにその仕事に幻滅し、1933年パリに旅立った。そこでルネ・マグリットやサルバドール・ダリ、アンドレ・ブルトン、ル・コルビュジエなどと出会い、特にブルトンの薦めもあってシュルレアリスムのメンバーに加わり、創作を行うようになった。
1938年ごろからはアメリカ合衆国に移り住み、多くの油絵などを残した。その時期の作品としては「心理学的形態」（1938年）、「夜の侵入」（1941年）などが知られている。第二次世界大戦中もアメリカで過したが、1948年にはフランスに移った。
1995年、高松宮殿下記念世界文化賞を受賞。
2002年11月23日、イタリアのチヴィタヴェッキアで死去。
なお、アーティストのゴードン・マッタ＝クラークと、音楽家のラムンチョ・マッタは、共にロベルト・マッタの子に当たる。

## 主要な作品
- 無題（パサヤ）（1935年）

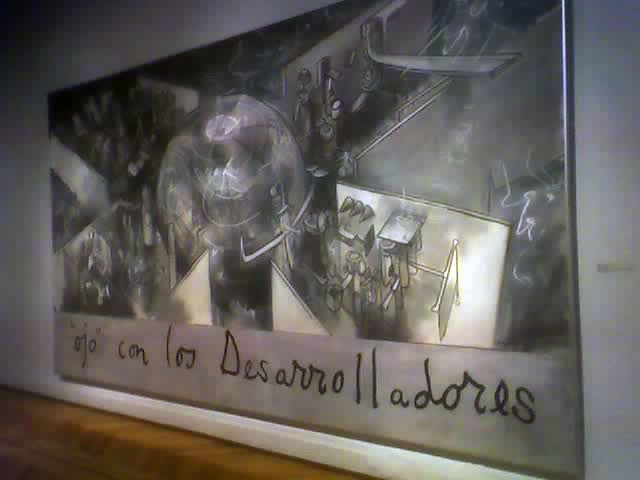
Ojo con los desarrolladores

- 心理学的形態（1938年、同名の作品が複数ある）
- ダークライト（1940年）
- 夜の侵略（1941年）
- 地獄の季節（1978年）
- ホメロス IV『拠点』（1983年）
- ルゥ・デュ・フゥ（1991年）